# Lill-Jerustjärnen
Lill-Jerustjärnen är en sjö i Härjedalens kommun i Härjedalen och ingår i Ljusnans huvudavrinningsområde.